# نالوس
نالوس شهری است در بخش نالوس شهرستان اشنویه استان آذربایجان غربی ایران، مردم این شهر به زبان کردی سورانی سخن می‌گوید و پیرو مذهب سنی شافعی هستند.
نالوس  با ارتفاع ۱,۴۲۰‌ متر، در منطقه‌ای کوهستانی، در ۶۵ کیلومتری جنوب ارومیه و ۸‌ کیلومتری جنوب اشنویه، کنار رود چم‌کانی‌رش و کنار راه اشنویه به پیرانشهر، قرار دارد. اقلیم آن معتدلِ مایل به سرد و نیمه‌مرطوب است.
روستاهای پـِیروت‌آباد، چپرآباد، سوجه، دِه گرجی، سردره، سرگیز، قره سقل، دم شمس کوچک، ده شمس بزرگ، شیخان، هق، بالاگیر، چهاربت، کهنه قلعه، دربند، دِنْخِه و حسن‌آباد در پیرامون نالوس قرار گرفته‌اند.

## اقتصاد
شهر نالوس دارای باغات زیبا واب سرشاری می‌باشدشغل اصلی مردم کشاورزی ودامداری هست.

## راه آورد
عمده محصولات باغی این شهر سیب-انواع هلو-گیلاس-البالو-زردالو-گلابی-انگور وگردو می‌باشد. بیشتر افراد افغانی و عراقی در این شهر مشغول به بازرگانی سیب و بقیه میوه‌های این شهر پر رونق و زیبا و جنگلی هستند.
اما محصول اصلی ان سیب وگیلاس وهلو هست. محصولات کشاورزی ان نیز گندم در دو نوع ابی ودیم-جو-لوبیا-نخود-چغندرقند-انوع کدو وذرت می‌باشد محصولات صیفی مختلفی در ان کشت می‌شود از جمله خیار-گوجه فرنگی -هندوانه-خربزه-سیر -پیاز-سیب زمینی و دیگر محصولات صیفی وسبزیجات می‌باشد.
در کوه‌های این شهر انواع گیاهان دارویی وخوراکی مختلف یافت می‌شود مثل قارچ کوهی بسیار مرغوب کنگر ریواس نعناع کوهی پیازچه کوهی وبسیلری دیگر از گیاهان خوراکی مختلف که از اوایل فروردین تا اواخر خرداد در کوه‌های ان برداشت می‌شود برای مصارف خانگی و همچنین عرضه به بازارهای داخلی
دامداری نیز در این شهر وبخش رواج زیادی دارد و پرورش انواع ماکیان وگاو وگوسفند در بین مردم این دیار رواج دارد
در این شهر در زمان ایران باستان و حمله خلیفه دوم (حضرت عمر) جنگ بزرگی صورت گرفته (چهل شهید دوآب) رویداده است.
درگذشته، مسیحیان و به ویژه نسطوریان در این منطقه نفوذ داشته‌اند. گورستان ویرانی به نام قبرستان بدرالدین در شرق نالوس وجود دارد که ویژه مسیحیان بوده‌است در ضمن هم‌اکنون هم تعدادی از اسکلت‌های دفن شده از لای خاک بیرون آمده و به صورت واضح قابل مشاهده هستند.. جنگلی نیز به نام جنگل شخال در پیرامون شهر واقع شده‌است.
چپرآباد واقع در یک کیلومتری شهر نالوس از نقاط دیدنی است که در دو سوی رودخانه‌ای قرار دارد. آب این رودخانه از کوه‌های روستای کانی‌رش سرچشمه می‌گیرد.
منطقه میرآباد با ۱۹۰ هکتار جنگل طبیعی با آبشار شطره و آب معدنی و چشمه هلوچه از دیگر دیدنی‌های پیرامون نالوس هستند.
مردم این شهر به زبان کردی(سورانی) تکلم می‌کنند.
خاندان بزرگ که از چند قرن قبل در آن زندگی می‌کردند و ریشه‌های این شهر هستند عبارتند از؛طائفه امره. ماوت.قریشی.دوشاهی.بابولی.سواره.قدرت.آذرنگ.دمخوری که همچنان در این شهر ساکن هستند

## در قدیم
فرهنگ جغرافیایی ایران در جلد چهارم خود می‌نویسد:
نالوس دهی است از دهستان حومه بخش اشنویه شهرستان ارومیه، در ۹ هزارگزی جنوب شرقی اشنویه بر سر راه ارابه رو اشنویه. در دره سردسیر با هوایی سالم واقع است و ۶۴۹ تن سکنه دارد. آبش از چشمه است. محصولش غلات، حبوبات و توتون، شغل اهالی زراعت و گله داری و صنعت دستی آنان جاجیم بافی است. راه ارابه رو دارد و در تابستان از راه اشنویه با ماشین می‌توان رفت.

## مردم
زبان مردم کردی سورانی است

## برای مطالعهٔ بیشتر
شیرمحمد، نقیبی، توسعه کالبدی شهر نالوس با در نظر گرفتن اثرات زیست‌محیطی به کمک G.I.S، در: دوفصلنامه علمی - پژوهشی هویت شهر، دانشکده هنر و معماری واحد علوم و تحقیقات دانشگاه آزاد اسلامی، شماره ۱ سال اول پائیز و زمستان ۱۳۸۶.